# Pandemia de COVID-19 en Rusia
Los primeros casos de la pandemia de COVID-19 en Rusia iniciaron el 31 de enero de 2020 en las ciudades de  Tiumén (Tiumén) y Chitá (Zabaikalie), que estaban contenidos. Las medidas de prevención temprana incluyeron restringir la frontera con China y pruebas exhaustivas. La infección se propagó desde Italia el 2 de marzo, lo que condujo a medidas adicionales como cancelar eventos, cerrar escuelas, teatros y museos, cerrar la frontera y declarar un período de inactividad que actualmente está vigente hasta al menos el 11 de mayo, después de haber sido extendido dos veces. A fines de marzo, se impusieron bloqueos en la gran mayoría de los sujetos federales, incluido Moscú. Para el 17 de abril, se confirmaron casos en todos los sujetos federales. El 27 de abril, el número de casos confirmados superó a los de China y el 30 de abril superó los 100.000.
Al 30 de abril, Rusia tenía 106.498 casos confirmados, 11.619 recuperaciones, 1.073 muertes y más de 3,49 millones de pruebas realizadas, ocupando el octavo lugar en número de casos confirmados. La ciudad de Moscú es actualmente el sujeto federal más afectado, con la mayoría de los casos confirmados (110.000) y la segunda ciudad más afectada del mundo después de Nueva York (185.000), a seguir Wuhan (64.000), Madrid (62.300) y Milán (21.500).
El 11 de agosto, el presidente Vladímir Putin dijo en una reunión que la primera vacuna en el mundo contra el coronavirus, desarrollada por el Instituto de Investigación de Epidemiología y Microbiología Gamaleya, estaba registrada en Rusia y que una de sus hijas estaba vacunada. El día anterior, la Asociación de Organizaciones de Investigación Clínica, un sindicato de empresas farmacéuticas de Rusia, instó al jefe del Ministerio de Salud a retrasar el registro debido a pruebas incompletas. El titular del RDIF afirmó que 20 países habían solicitado en total mil millones de dosis de la vacuna, apodada Sputnik V.
Hasta el 1 de octubre de 2022, se contabilizó la cifra de 20,985,756 casos confirmados 387,269 fallecidos y 20,040,988 de recuperados del virus.

## Cronología
El 31 de enero, se confirmaron dos casos, uno en Tiumén y el otro en Chitá, Krai de Zabaikalie. Ambos eran ciudadanos chinos, que desde entonces se han recuperado. El 23 de febrero, 8 rusos del crucero Diamond Princess fueron evacuados a Kazán, Tartaristán, donde fueron hospitalizados, incluidos 3 casos confirmados. Estos casos se enumeraron como ocurridos en el transporte internacional y no fueron incluidos en las estadísticas oficiales de Rusia por Rospotrebnadzor. Estas 8personas, incluidos los tres pacientes recuperados, fueron dados de alta del hospital el 8 de marzo. 
Se confirmó que algunos de los ciudadanos rusos en el extranjero estaban infectados, un ruso que resultó positivo en Azerbaiyán después de visitar Irán, fue confirmado el 28 de febrero. Unos días después, el Ministerio de Salud de los EAU anunció que dos rusos habían contraído el virus en los EAU. El 1 de marzo, una mujer había escapado del hospital en Sebastopol antes de hacerse la prueba. Huyó a Rostov del Don y está en la lista de buscados. 
El 2 de marzo, se confirmó el primer caso de coronavirus en Moscú. Un joven cayó enfermo el 21 de febrero, mientras estaba de vacaciones en Italia, y regresó a Rusia el 23 de febrero, quedándose en su casa en el Óblast de Moscú. Apareció con síntomas en una clínica el 27 de febrero y fue hospitalizado en Moscú. Según los informes, fue recuperado el 6 de marzo.
El 5 de marzo, se confirmó el primer caso de coronavirus en San Petersburgo. Un estudiante italiano regresó de Italia a Rusia el 29 de febrero, fue hospitalizado el 2 de marzo y se recuperó el 13 de marzo. El 6 de marzo, se confirmaron seis casos más, cinco en Moscú y uno en Nizhny Novgorod. Todos están relacionados con Italia. El 7 de marzo, se confirmaron cuatro casos, tres en Lipetsk y uno en San Petersburgo. Todos regresaron de Italia. 
El 8 de marzo, se confirmaron tres nuevos casos en los oblasts en Belgorod, Moscú y Kaliningrado, todos los cuales regresaban de Italia. El 9 de marzo, se confirmaron tres casos en Moscú, todos provenientes de Italia. El 11 de marzo, se confirmaron ocho nuevos casos, seis en Moscú y dos en el Óblast de Moscú, todos procedían de Italia. El 12 de marzo, se confirmaron seis casos, incluidos cuatro en Moscú, uno en el Óblast de Kaliningrado y el primero en el Krai de Krasnodar. El mismo día, dos turistas llegaron de Moscú el 3 de marzo y fueron diagnosticados con la enfermedad en Israel.

## Sistema de Cuidado de la Salud
El 19 de marzo de 2020, el Gobierno ruso informó los siguientes datos. Se desplegaron más de 55 mil camas para casos infecciosos, incluidas más de 12 mil unidades de cuidados intensivos y 396 observatorios. Se prepararon 7,5 mil cajas Melzer. Las organizaciones médicas tienen más de 40 mil dispositivos para ventilación pulmonar artificial, 124 dispositivos para oxigenación por membrana extracorpórea (ECMO). El gobierno de la Federación de Rusia ha asignado recursos para la compra adicional de más de 500 dispositivos, incluidos 17 dispositivos ECMO. Hoy, 6,000 doctores en enfermedades infecciosas y casi 2,000 neumólogos, más de 18,000 enfermeras están listas para brindar asistencia médica.
Según la OCDE, Rusia ocupa el tercer lugar en el número de camas per cápita. Sin embargo, el equipo de cama varía de un hospital a otro. En términos de equipos, por ejemplo, dispositivos CT y MRI, Rusia ocupa el lugar 28 con una brecha dramática de los líderes. Rosstat no publica datos sobre el número de plazas en unidades y equipos de cuidados intensivos. En total, hay 1 millón 172,000 camas en hospitales rusos, según datos de Rosstat para 2018. Estas incluyen unidades de cuidados intensivos. Cama de cuidados intensivos significa una cama equipada con un conjunto de equipos para reanimación y cuidados intensivos, incluidos los ventiladores. El Instituto de Fisiopulmonología y enfermedades infecciosas del Ministerio de Salud estimó el número de camas de cuidados intensivos en solo 12,000, que es tres veces menos que el estándar del Ministerio de Salud. El sitio web proekt.media pudo encontrar datos sobre el número de camas de cuidados intensivos en solo 23 regiones. Solo Moscú, Kalmukia, Altái y Komi alcanzaron el estándar del 3%.
Otras regiones están significativamente por debajo del estándar.
Los ventiladores separados en los hospitales deberían ser más que camas de cuidados intensivos. El número de ventiladores en una región debe ser al menos 1,5 veces mayor que el número de camas de cuidados intensivos. No hay estadísticas oficiales sobre el número de ventiladores. Las autoridades federales con el comienzo de la epidemia realizaron sus propios cálculos: la vice primera ministra Tatiana Golikova dijo que Rusia tiene 40,000 ventiladores. Esto es 3.4% del número total de camas en Rusia, y más de 12 mil dispositivos faltan en los estándares del Ministerio de salud. Este es un déficit total del 23%, pero en algunas regiones es mucho mayor. El sitio web pregunta: ¿podemos estar seguros de que todos los dispositivos incluidos en las estadísticas funcionan correctamente? El 58% de los ventiladores tienen más de 9 años. Los componentes pueden requerir un reemplazo más frecuente. Por ejemplo, el sensor de oxígeno del modelo estadounidense común en Rusia, Puritan Bennett, está sujeto a reemplazo cada dos años.
Los datos recopilados por el sitio web de noticias Meduza indican que el suministro de ventiladores de Rusia es bastante extenso: incluso el número disponible per cápita en algunas regiones geográficamente periféricas, sin mencionar Moscú, excede significativamente los suministros de ventiladores en los países occidentales.

## Metas
Rusia implementó medidas preventivas para frenar la propagación del COVID-19 en el país mediante la imposición de cuarentenas, incursiones en posibles portadores de virus y el uso del reconocimiento facial para imponer medidas de cuarentena. Las medidas para prevenir una crisis en Rusia incluyen la prohibición de la exportación de máscaras médicas, controles aleatorios en el metro de Moscú y la cancelación de eventos a gran escala por parte de las escuelas. El gobierno ruso también ha tomado medidas para evitar que ciudadanos extranjeros de países muy afectados visiten Rusia.
El organismo de control de salud del consumidor ruso Rospotrebnadzor aconsejó a los turistas que se abstengan de visitar Wuhan y que se mantengan alejados de los zoológicos y mercados chinos que venden animales y mariscos. La agencia también dijo que el desarrollo de una vacuna contra el virus estaba en marcha, basándose en las recomendaciones de la OMS.. 144 rusos fueron evacuados de Wuhan, el centro inicial del brote, y fueron puestos en cuarentena en el óblast de Tiumén durante dos semanas a partir del 5 de febrero. El 4 de marzo, Rusia prohibió temporalmente la exportación de máscaras médicas, guantes, vendas y trajes protectores.
El 21 de marzo, se anunció que Rusia entregó más de 100,000 kits de prueba a 13 países, incluidos Armenia, Bielorrusia, Kirguistán, Uzbekistán, Serbia, Egipto, Venezuela, Irán y Corea del Norte. El 22 de marzo, después de una llamada acrónica con el primer ministro italiano Giuseppe Conte, el presidente ruso Vladímir Putin arregló que el ejército ruso enviara ayuda médica a Italia, que era el país europeo más afectado por el coronavirus. El 24 de marzo, el alcalde de Moscú, Serguéi Sobianin, dijo al presidente Putin en una reunión que "se está desarrollando una situación grave" y que el número relativamente bajo de casos confirmados podría deberse a un bajo nivel de pruebas, y dijo que "hay muchas más personas que están infectados "y que el número de personas en Moscú sospechosas de tener el coronavirus era de aproximadamente 500.

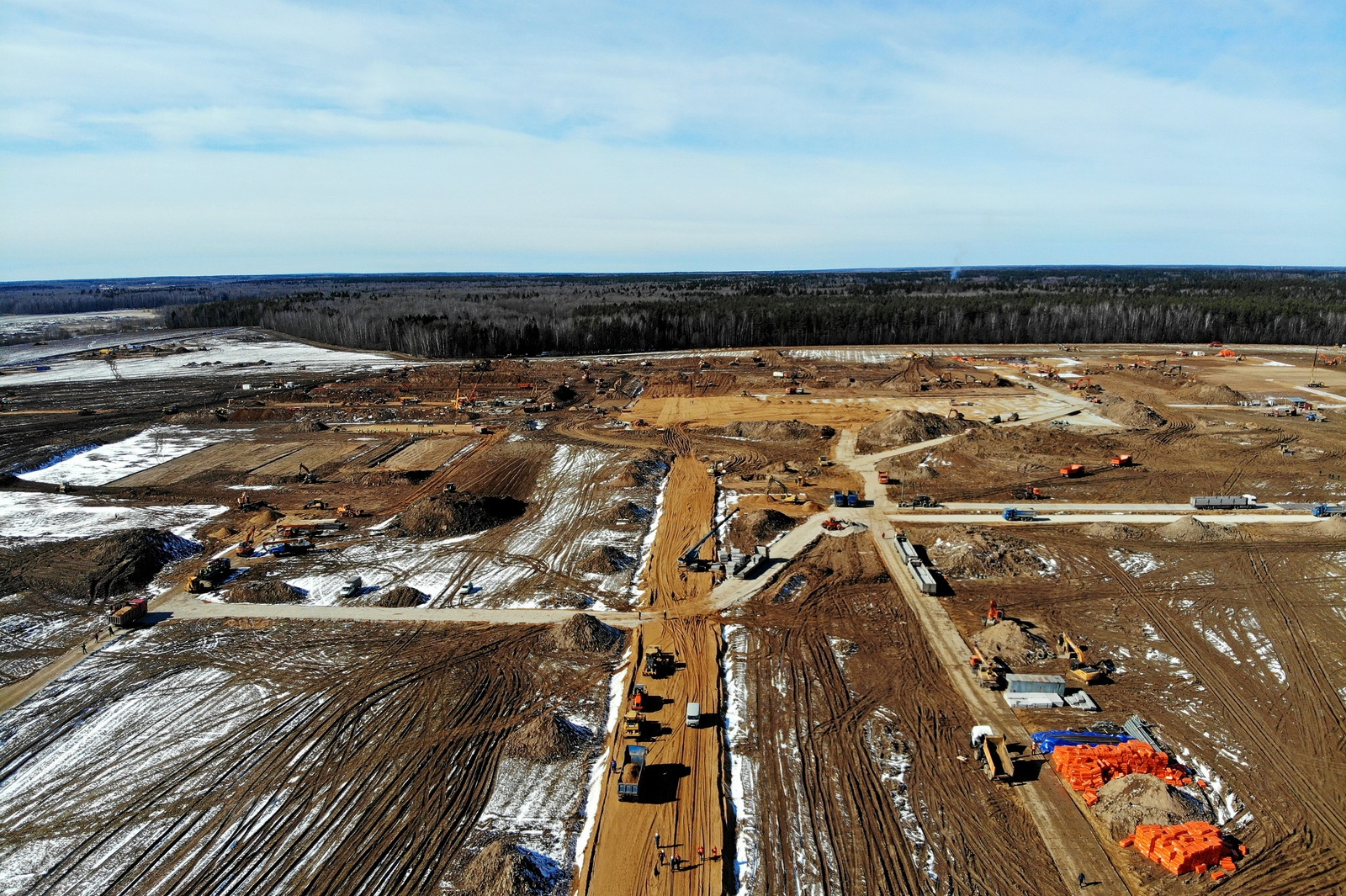
Construcción de un nuevo centro de enfermedades infecciosas cerca del pueblo de Babenki en Nueva Moscú
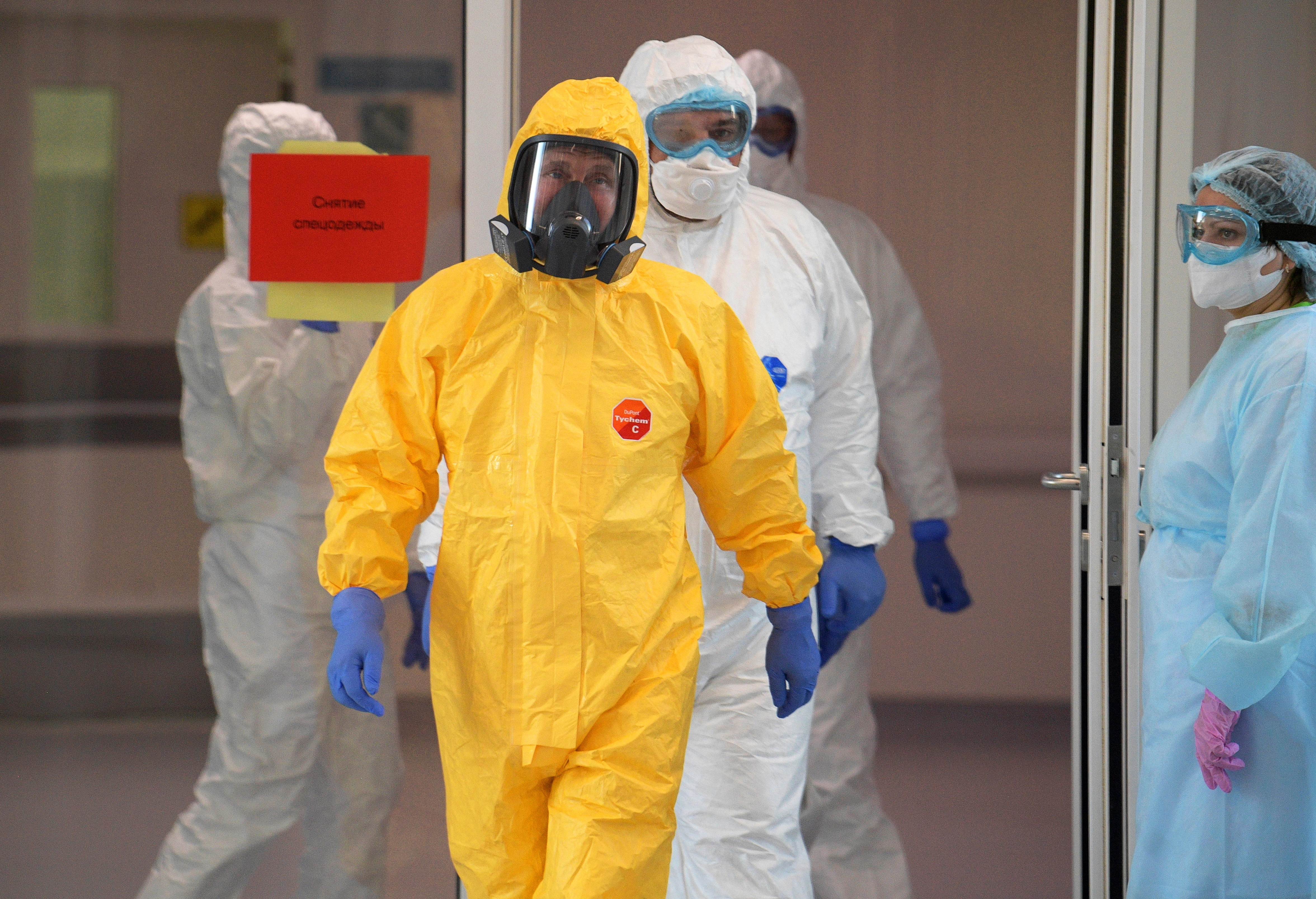
Vladimir Putin en el Hospital № 40 en Kommunarka, diseñado para pacientes con sospecha de coronavirus, 24 de marzo de 2020
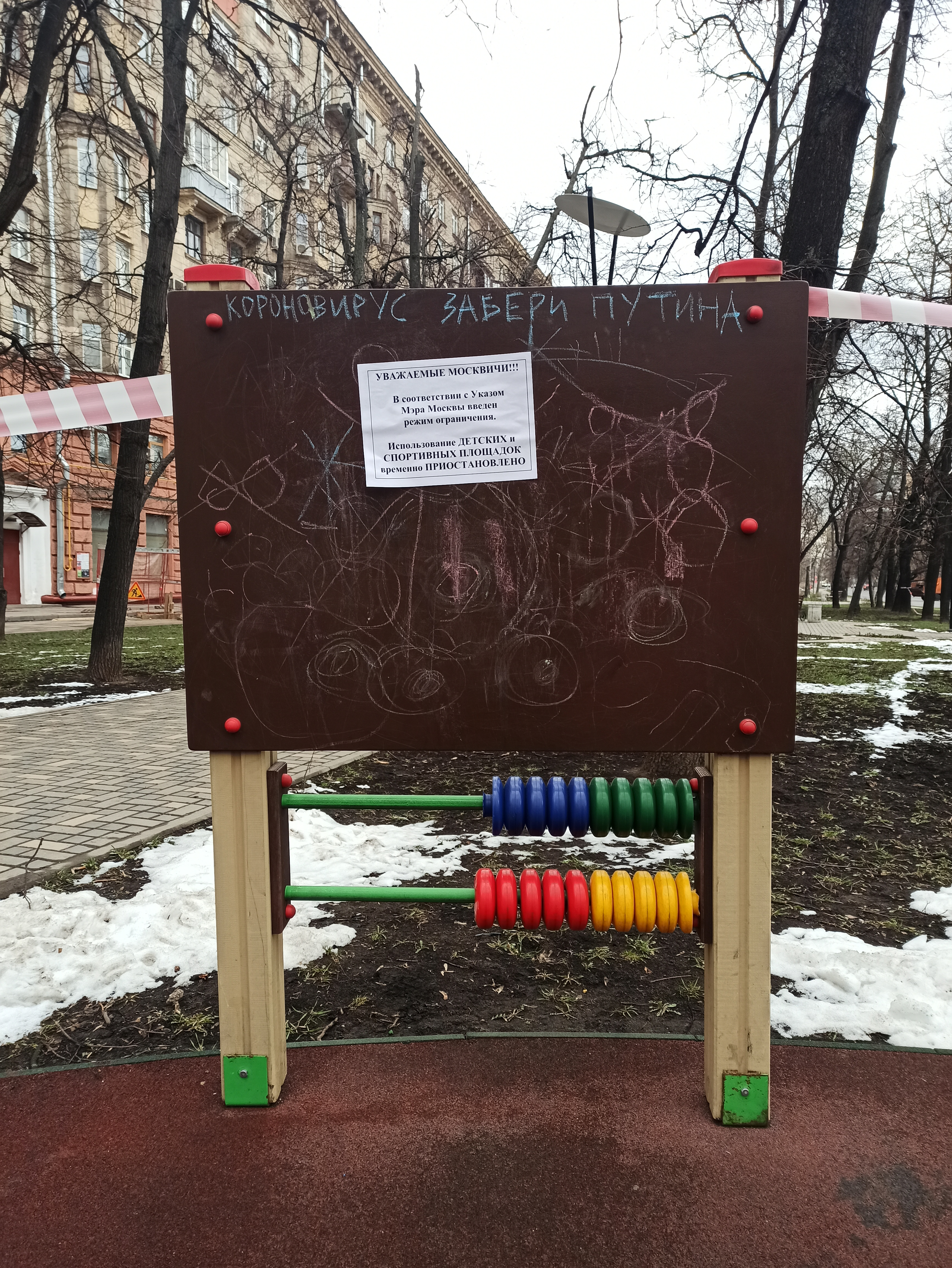
Tablero de dibujo con el anuncio del cierre del parque infantil en Moscú. 2 de abril de 2020
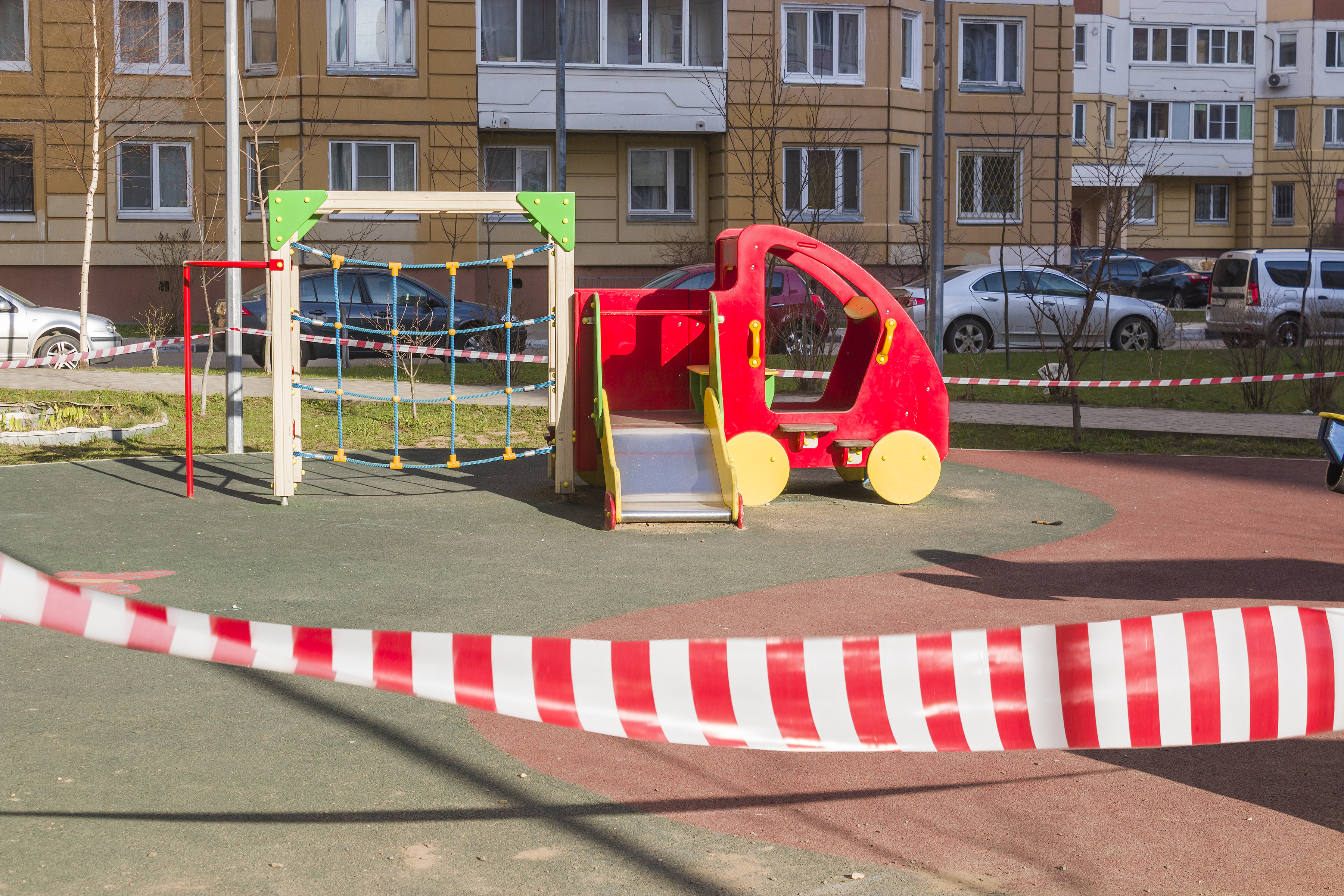
El patio de recreo está cerrado por cuarentena el 7 de abril de 2020
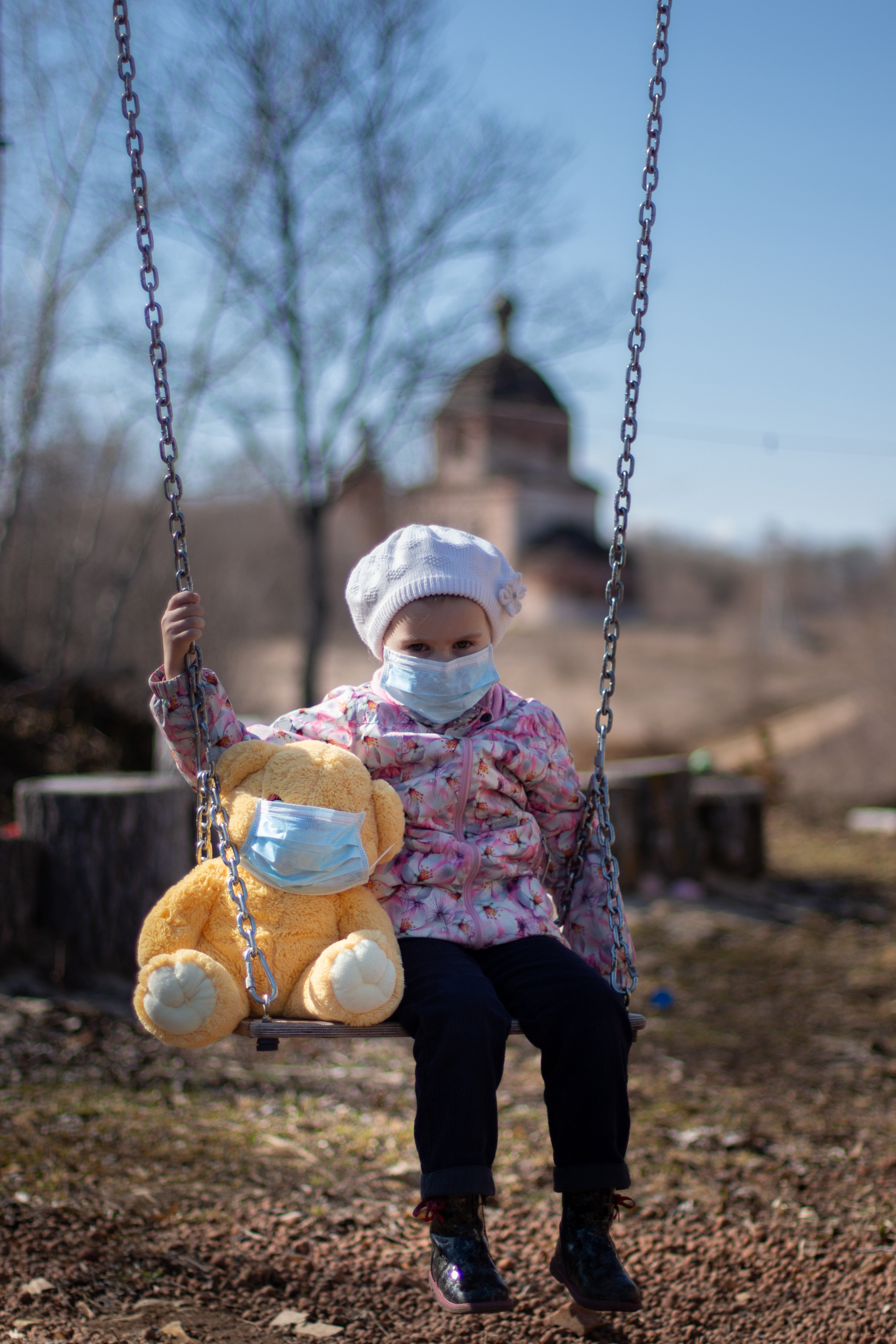
Autoaislamiento en Rusia
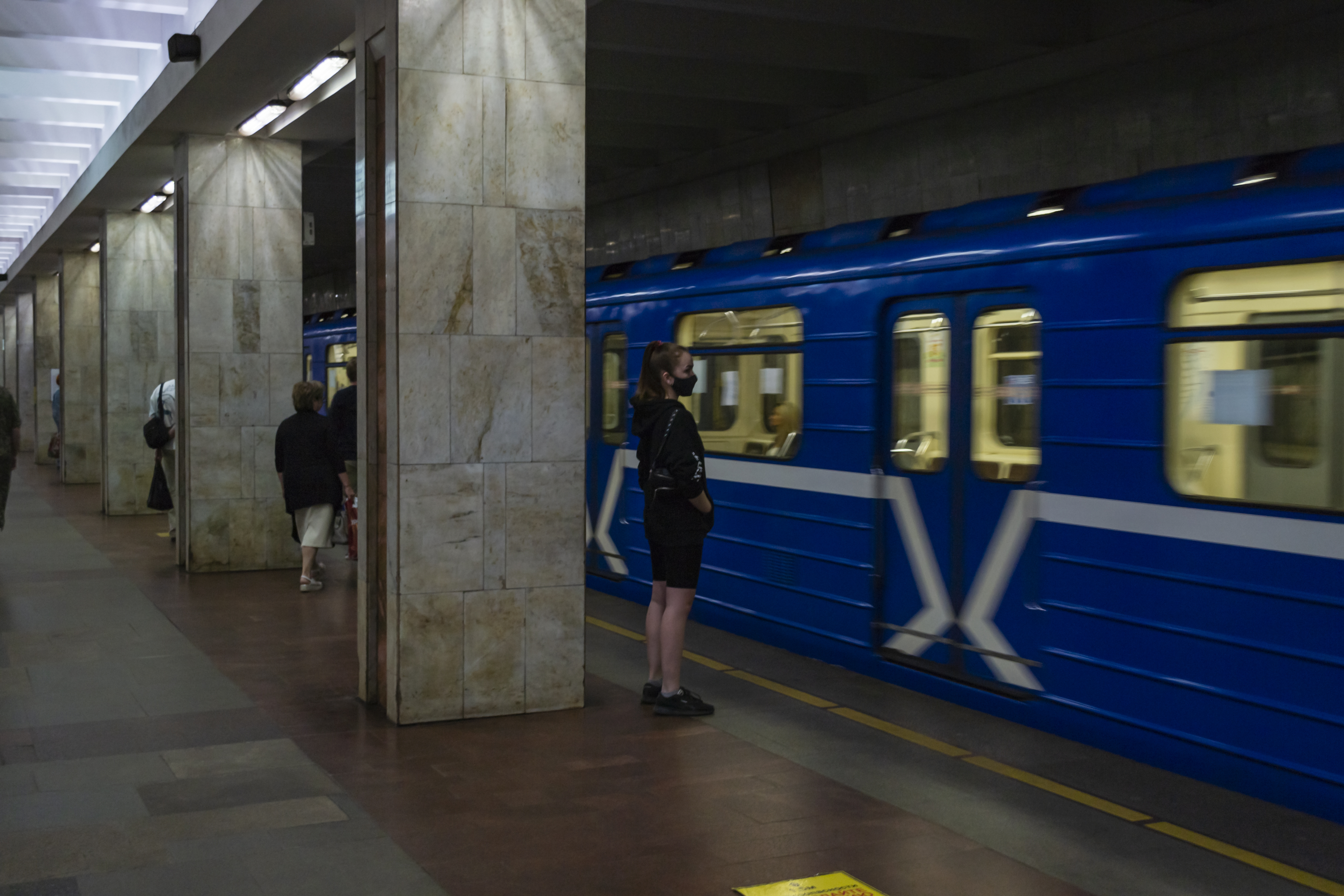
Uso de mascarillas en el metro de Nizhni Nóvgorod. Estación de metro Proletarskaya.

## Estadísticas

### Casos por sujetos federales
| Ciudad federal de Moscú           | 2 782 276  | 2 589 785  | 44 257  | 219 207 | 3486,9 |
| Ciudad federal de San Petersburgo | 1 539 106  | 1 502 082  | 34 199  | 285 390 | 6341,4 |
| Moscú                             | 983 441    | 963 157    | 15 169  | 127 925 | 1973,2 |
| Sverdlovsk                        | 448 591    | 436 204    | 10 756  | 104 061 | 2495,1 |
| Nizhni Nóvgorod                   | 424 502    | 411 925    | 11 578  | 132 499 | 3613,8 |
| Vorónezh                          | 389 525    | 380 111    | 8344    | 167 634 | 3590,9 |
| Samara                            | 386 273    | 377 785    | 7906    | 121 507 | 2486,9 |
| Rostov                            | 379 883    | 368 152    | 10 961  | 90 549  | 2612,7 |
| Perm                              | 371 911    | 362 671    | 8844    | 143 081 | 3402,5 |
| Krasnoyarsk                       | 367 232    | 355 620    | 10 891  | 128 050 | 3797,6 |
| Cheliábinsk                       | 334 335    | 325 029    | 7793    | 96 435  | 2247,8 |
| Irkutsk                           | 296 523    | 287 315    | 8494    | 124 025 | 3552,7 |
| Baskortostán                      | 290 876    | 284 761    | 5754    | 72 038  | 1425   |
| Altái                             | 270 935    | 261 635    | 8685    | 116 931 | 3748,3 |
| Krasnodar                         | 263 369    | 251 905    | 10 970  | 46 386  | 1932,1 |
| Novosibirsk                       | 260 651    | 254 151    | 5691    | 93 148  | 2033,8 |
| Sarátov                           | 255 451    | 248 813    | 5997    | 105 480 | 2476,3 |
| Arcángel                          | 232 366    | 229 806    | 1766    | 212 735 | 1616,8 |
| Volgogrado                        | 225 797    | 217 429    | 6892    | 90 618  | 2765,9 |
| Oremburgo                         | 217 490    | 212 718    | 4026    | 111 177 | 2058   |
| Janti-Mansi                       | 211 515    | 208 733    | 2556    | 126 347 | 1526,8 |
| Omsk                              | 209 093    | 203 987    | 4421    | 108 532 | 2294,8 |
| Jabárovsk                         | 203 849    | 202 228    | 1560    | 154 982 | 1186   |
| Uliánovsk                         | 203 817    | 198 864    | 4723    | 165 747 | 3840,8 |
| Stávropol                         | 199 785    | 192 098    | 7087    | 71 275  | 2528,3 |
| Vólogda                           | 192 693    | 188 080    | 3872    | 166 011 | 3335,9 |
| Tiumén                            | 192 297    | 187 733    | 4338    | 125 056 | 2821,1 |
| Leningrado                        | 189 098    | 184 928    | 3492    | 100 777 | 1861   |
| Penza                             | 188 263    | 181 900    | 5964    | 144 282 | 4570,7 |
| Crimea                            | 184 203    | 178 653    | 5327    | 96 339  | 2786,1 |
| Sajá                              | 181 655    | 178 932    | 2121    | 187 253 | 2186,4 |
| Primorie                          | 176 068    | 173 833    | 1966    | 92 897  | 1037,3 |
| Komi                              | 172 871    | 169 268    | 3201    | 210 774 | 3902,8 |
| Kaliningrado                      | 169 610    | 167 449    | 1930    | 167 557 | 1906,6 |
| Zabaikalie                        | 169 503    | 166 851    | 2349    | 159 960 | 2216,8 |
| Udmurtia                          | 167 608    | 163 620    | 3847    | 111 664 | 2562,9 |
| Kémerovo                          | 166 579    | 163 634    | 2477    | 62 677  | 932    |
| Yaroslavl                         | 163 759    | 160 318    | 2828    | 130 674 | 2256,6 |
| Tver                              | 163 407    | 160 244    | 2752    | 129 653 | 2183,5 |
| Briansk                           | 162 504    | 158 271    | 4043    | 136 264 | 3390,2 |
| Tula                              | 158 453    | 152 544    | 5233    | 108 083 | 3569,5 |
| Lípetsk                           | 153 132    | 148 906    | 3795    | 134 386 | 3330,4 |
| Tartaristán                       | 152 969    | 149 529    | 1996    | 39 196  | 511,4  |
| Vladímir                          | 152 398    | 148 618    | 3491    | 112 178 | 2569,7 |
| Kírov                             | 152 246    | 150 129    | 1051    | 120 586 | 832,4  |
| Carelia                           | 137 642    | 135 318    | 1518    | 223 944 | 2469,8 |
| Buriatia                          | 137 385    | 134 207    | 3036    | 139 320 | 3078,8 |
| Yamalia-Nenetsia                  | 137 322    | 136 064    | 1042    | 252 426 | 1915,4 |
| Múrmansk                          | 135 026    | 131 524    | 3334    | 182 096 | 4496,2 |
| Tomsk                             | 132 752    | 131 223    | 861     | 123 027 | 797,9  |
| Smolensk                          | 131 999    | 128 595    | 3081    | 141 214 | 3296,1 |
| Bélgorod                          | 131 935    | 129 390    | 2279    | 85 255  | 1472,7 |
| Riazán                            | 122 689    | 118 690    | 3413    | 110 638 | 3077,8 |
| Kursk                             | 119 653    | 116 712    | 2491    | 108 474 | 2258,3 |
| Astracán                          | 118 234    | 114 596    | 3018    | 117 533 | 3000,1 |
| Tambov                            | 117 558    | 114 536    | 2442    | 116 745 | 2425,1 |
| Oriol                             | 114 127    | 111 873    | 1929    | 155 554 | 2629,2 |
| Ivánovo                           | 112 715    | 108 927    | 3140    | 113 032 | 3148,8 |
| Pskov                             | 111 442    | 109 384    | 1871    | 178 009 | 2988,6 |
| Amur                              | 108 893    | 107 931    | 764     | 137 721 | 966,3  |
| Kurgán                            | 105 263    | 103 471    | 1441    | 127 292 | 1742,6 |
| Kaluga                            | 104 832    | 102 998    | 1453    | 104 825 | 1452,9 |
| Nóvgorod                          | 100 838    | 99 346     | 1036    | 169 142 | 1737,8 |
| Daguestán                         | 93 506     | 89 889     | 3594    | 30 053  | 1155,1 |
| Kostromá                          | 89 440     | 87 843     | 1406    | 141 208 | 2219,8 |
| Jakasia                           | 88 224     | 85 732     | 2415    | 165 156 | 4520,9 |
| Ciudad federal de Sebastopol      | 85 145     | 82 668     | 2397    | 189 705 | 5340,6 |
| Chuvasia                          | 81 390     | 76 280     | 4653    | 66 833  | 3820,8 |
| Mordovia                          | 68 786     | 67 292     | 1393    | 86 980  | 1761,4 |
| Sajalín                           | 65 054     | 64 167     | 828     | 133 184 | 1695,1 |
| Kabardia-Balkaria                 | 62 186     | 60 028     | 1882    | 71 628  | 2167,8 |
| Kalmukia                          | 51 935     | 50 974     | 843     | 187 109 | 3110,3 |
| Adigueya                          | 49 502     | 48 462     | 1003    | 106 811 | 2164,2 |
| Karacháyevo-Cherkesia             | 46 126     | 45 021     | 984     | 99 053  | 2113,1 |
| Mari-El                           | 44 758     | 43 609     | 1087    | 65 908  | 1600,7 |
| Tuvá                              | 44 492     | 44 134     | 353     | 135 900 | 1078,2 |
| Chechenia                         | 44 292     | 43 088     | 1076    | 29 993  | 728,6  |
| Ingusetia                         | 41 120     | 40 404     | 550     | 81 154  | 1085,5 |
| Osetia del Norte-Alania           | 41 019     | 39 528     | 1252    | 58 845  | 1796,1 |
| Kamchatka                         | 40 270     | 39 433     | 617     | 128 890 | 1974,8 |
| República de Altái                | 34 676     | 34 016     | 622     | 157 518 | 2825,5 |
| Magadán                           | 19 847     | 19 444     | 390     | 141 563 | 2781,8 |
| Autónomo hebreo                   | 19 090     | 18 396     | 553     | 120 532 | 3491,6 |
| Nenetsia                          | 7405       | 7285       | 101     | 167 876 | 2289,7 |
| Chukotka                          | 5735       | 5678       | 42      | 113 058 | 828    |
| Rusia                             | 18 462 211 | 17 888 560 | 381 583 | 125 811 | 2600,3 |

## Vacunación
La vacunación contra la COVID-19 en Rusia es la estrategia nacional de vacunación que está en curso desde el 5 de diciembre de 2020 para inmunizar a la población contra la COVID-19 en el país, en el marco de un esfuerzo mundial para combatir la pandemia de COVID-19.